# Solenzo
Solenzo é uma cidade burquinense, capital da província de Banwa. Em 2012, sua população era estimada em 14 982 habitantes.